# Sphingonaepiopsis malgassica
Sphingonaepiopsis malgassica là một loài bướm đêm thuộc họ Sphingidae. Nó được tìm thấy ở Madagascar.